# Tomasz Kaska
Tomasz Kaska (ur. 4 lutego 1984 w Mińsku Mazowieckim) – polski lekkoatleta, sprinter.

## Osiągnięcia
- złoty medal mistrzostw świata juniorów młodszych (sztafeta szwedzka, Debreczyn 2001). Kaska biegł na pierwszej, 100-metrowej, zmianie polskiej sztafety, która ustanowiła rekord świata (1:50,46). Wynik ten został pobity w 2009 przez reprezentantów USA.

## Rekordy życiowe
- bieg na 100 m – 10,80 (2002)
- bieg na 200 m – 21,80 (2001)
- bieg na 60 m (hala) – 6,85 (2002)